# Copernic (crater)
Copernic este un crater de impact de pe Lună situat în partea de vest a  Oceanului Furtunilor / Oceanus Procellarum, care își datorează numele astronomului Nicolaus Copernic. Se estimează că are vârsta de 800 de milioane de ani, iar formarea sa corespunde începutului perioadei geologice lunare numită coperniciană. Este tipic craterelor zise „în raze”, nume datorat formei de dispunere în raze a resturilor dispersate pe mai multe sute de kilometri în jurul zonei de impact. Craterul Copernic este situat la vest de craterele Eratosthenes și Stadius.
Craterul Copernic a fost ales ca loc de aselenizare a misiunii Apollo 18 din 1971. Misiunea a fost anulată în 1970 din rațiuni bugetare.

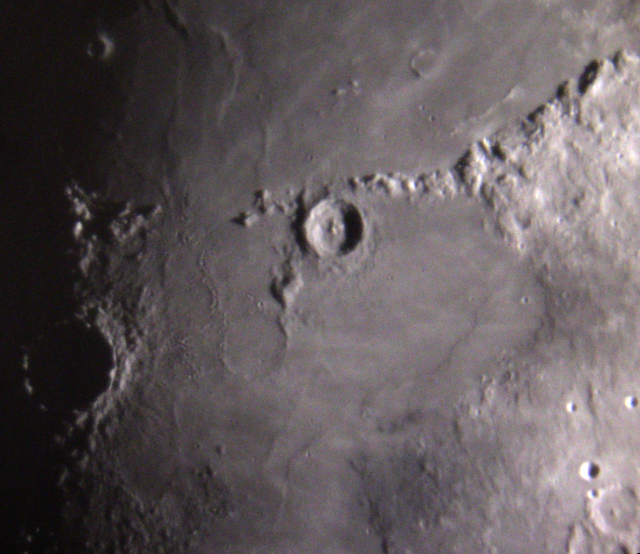
Vedere a craterului Copernic (în stânga) și craterele Eratosthenes și Stadius în centru
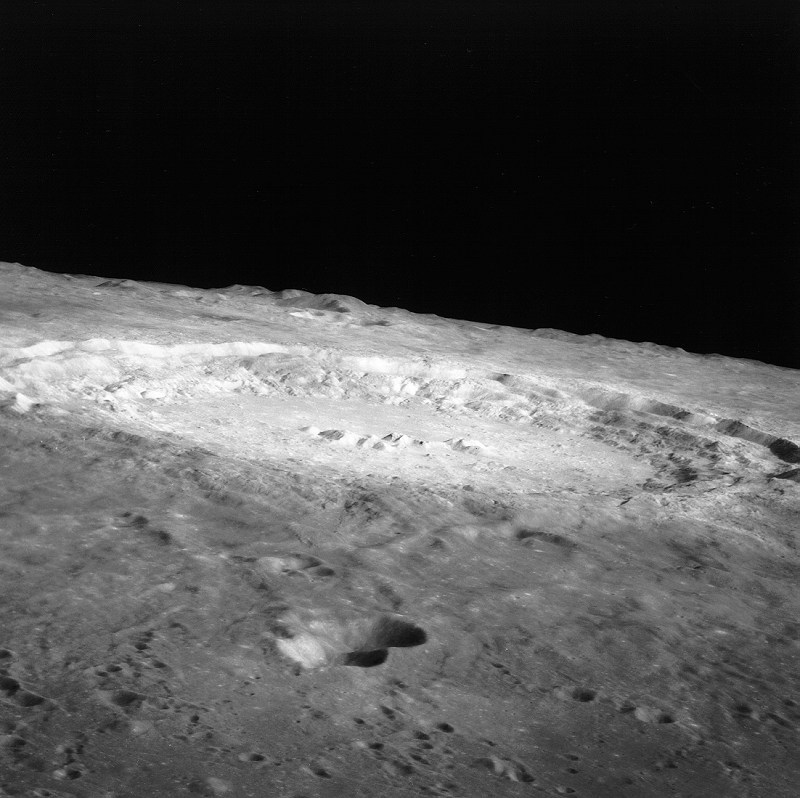
Craterul Copernic văzut de Apollo 12

## Cratere satelite

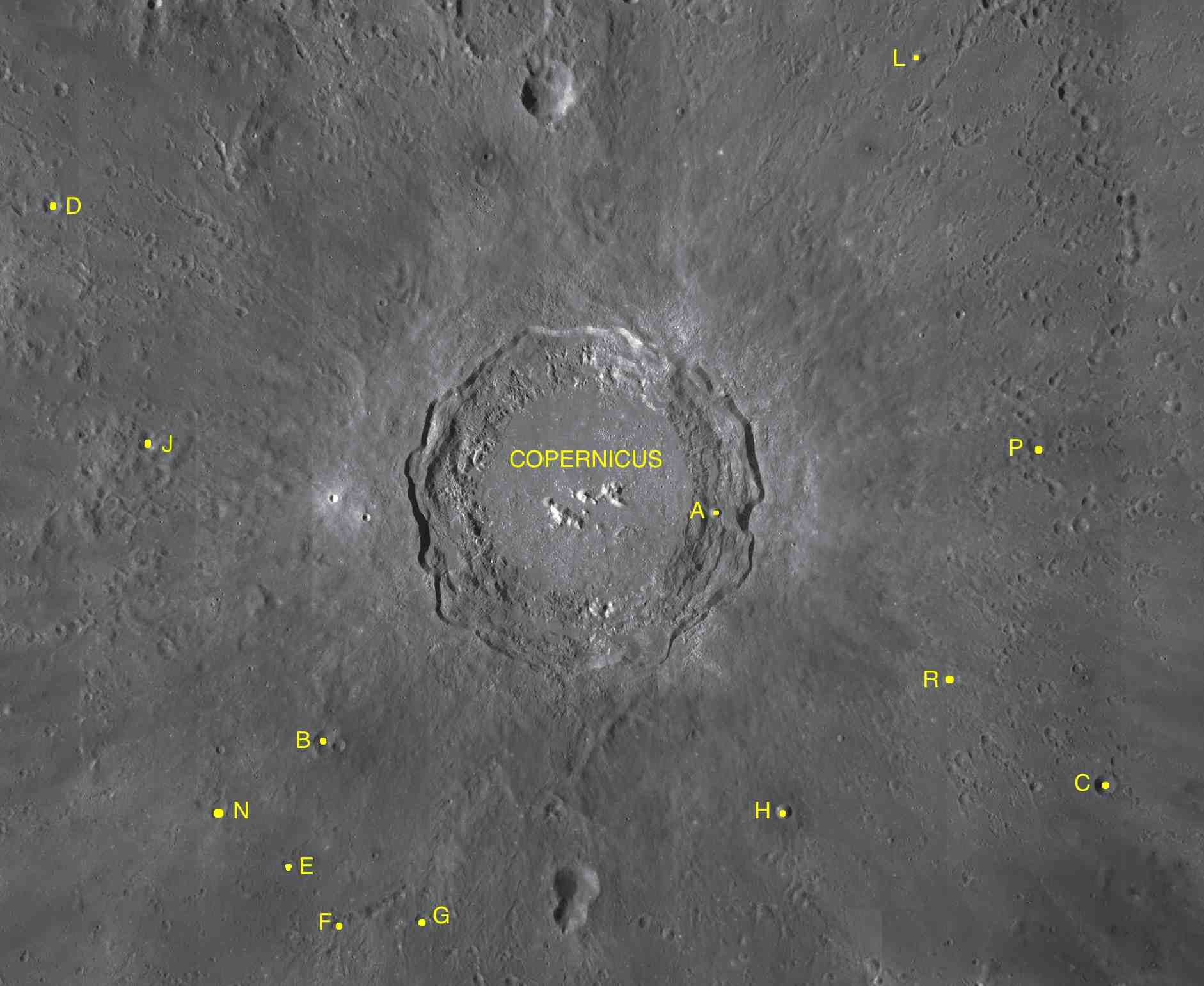
Cratere satelite ale craterului Copernic.

Craterele zise satelite sunt mici cratere situate în proximitatea craterului principal; cratere satelite sunt desemnate urmând numele craterului principal o literă majusculă (chiar dacă formarea acestor cratere  este independentă de formarea craterului principal). Prin convenție aceste caracteristici sunt indicate  pe hărțile lunare  plasâns litera  pe punctul cel mai apropiat de craterul principal. Giovanni Domenico Cassini, în 1680, le-a reprezentat, pentru prima oară, pe o hartă.
Listă a craterelor satelite ale lui Copernic:
| Copernic | Coordonate                        | Diametru (km) |
| -------- | --------------------------------- | ------------- |
| A        | 9°31′N 18°54′W / 9.52°N 18.90°V   | 3             |
| B        | 7°30′N 22°23′W / 7.50°N 22.39°V   | 8             |
| C        | 7°07′N 15°26′W / 7.12°N 15.44°V   | 6             |
| D        | 12°12′N 24°48′W / 12.20°N 24.80°V | 5             |
| E        | 6°24′N 22°42′W / 6.40°N 22.70°V   | 4             |
| F        | 5°53′N 22°14′W / 5.89°N 22.24°V   | 3             |
| G        | 5°55′N 21°31′W / 5.92°N 21.51°V   | 4             |
| H        | 6°53′N 18°17′W / 6.89°N 18.29°V   | 4             |
| J        | 10°08′N 23°56′W / 10.13°N 23.94°V | 6             |
| L        | 13°29′N 17°05′W / 13.48°N 17.08°V | 4             |
| N        | 6°55′N 23°19′W / 6.91°N 23.31°V   | 6             |
| P        | 10°07′N 16°04′W / 10.11°N 16.06°V | 4             |
| R        | 8°04′N 16°50′W / 8.06°N 16.84°V   | 4             |